# Fascination (film 1979)
Fascination è un film del 1979, scritto e diretto da Jean Rollin.

## Trama
Agli inizi del Novecento, in un castello francese, due donne, appartenenti ad una setta, ospitano un ladro in fuga. Il loro intento è quello di dissanguarlo per poter celebrare un rito esoterico.

## Produzione
In una intervista del 2006, l'attrice Lahaie ricorda che il film doveva essere concepito, inizialmente, come un lavoro hardcore. Successivamente, Rollin, intenzionato a redigere una pellicola soft con forti tinte horror, convinse la casa di produzione a fare un'opera meno spinta.

## Distribuzione
È stato presentato, in anteprima mondiale, a Monaco di Baviera, per una convention sul cinema fantascientifico.
Per i contenuti espliciti (in particolare, alcune sequenze softcore e splatter) la pellicola venne vietata ai minori di 18 anni.
Attualmente, non è presente in Italia una copia home video.

## Accoglienza
Ard Vijn (Screen Anarchy) sostiene che sia uno dei migliori lavori di Rollin. Dello stesso avviso Paolo Mereghetti che ricorda, in particolare, la celebre scena di Brigitte Lahaie con la falce.